# Холмы (Горецкий район)
Холмы́ (бел. Халмы) — деревня в составе Ректянского сельсовета Горецкого района Могилёвской области Республики Беларусь.

## Население
- 1999 год — 88 человек
- 2010 год — 18 человек